# Стефан I од Иберије
Стефан I од Иберије (? -627) из Гуарамидске династије био је врховни кнез Иберије (Картли, данашња централна и источна Грузија) од око 590. до 627. Био је син и наследник Гуарама I; напустио је про-византијску политику свог оца те се окренуо Сасанидском (Персијском) царству. Користећи сизеренство Хозроја II, успео је целу Иберију да уједини под свом влашћу те успоставио престоницу у Тифлису. Његово окретање од Византије се одразило и на верску ситуацију; за разлику од својих претходника, Стефан се одрекао халкедонског и прихватио мијафизитско древноисточно хришћанство. Упркос томе, године 608. Грузијска православна црква је поновно прихватила халкедонство, што је довело до раскола са суседном Јерменском апостолском црквом. Пред крај великог византијско-персијског рата је 626. подручје Грузије напала византијска војска под царем Хераклијем, којој су се са севера придружили Гок Турци и Хазари. Тифлис се нашао под опсадом, те је крајем 627. или почетком 628. заузет. Стефан је заробљен те га је Хераклије дао живог одрати. За новог кнеза Иберије је именован Адарназ I, рођак старе Хосроидске династије.